# Kenji Hada
Kenji Hada (født 27. juni 1981) er en tidligere japansk fodboldspiller.
Han har spillet for flere forskellige klubber i sin karriere, herunder Nagoya Grampus Eight og Mito HollyHock.